# Idiocera (Idiocera) furcosa
Idiocera (Idiocera) furcosa is een tweevleugelige uit de familie steltmuggen (Limoniidae). De soort komt voor in het Oriëntaals gebied.